# Anna Maria Nucci
Anna Maria Nucci, coniugata Mauro (Cervinara, 1º maggio 1943 – Cosenza, 18 settembre 2017), è stata una politica italiana.

## Biografia
Figlia di Guglielmo Nucci, futuro esponente della Democrazia Cristiana in Calabria, e  da Maria Bianco, studentessa di Lettere Classiche ed originaria dell'Avellinese. Dopo i brillanti studi conseguiti presso il Liceo Classico "Bernardino Telesio" di Cosenza (ebbe come docente di lettere il Presidente della Regione Calabria Antonio Guarasci), si laurea in Lettere e Filosofia; successivamente ha insegnato negli istituti superiori per dedicarsi poi alla politica nel 1983. 
Dopo aver insegnato Lettere e Storia presso l'Istituto Commerciale "Serra" di Cosenza, Anna Maria Nucci ha iniziato la sua attività politica con l'elezione a deputato nel 1983, conseguendo 70 000 voti di preferenza ed ereditando il vasto bacino elettorale del padre, parlamentare dal 1958 al 1979; ricoprì il ruolo di parlamentare per tre legislature con la Democrazia Cristiana dal 1983 al 1994. Vicina alla corrente di Riccardo Misasi, la sinistra di "Base", ha ricoperto nel Governo Goria la carica di Sottosegretario di Stato alla Pubblica Istruzione. 
In seguito alla dissoluzione della DC nel 1994 ad opera di Mino Martinazzoli, a causa della fine della cosiddetta Prima Repubblica, ha aderito al Partito Popolare Italiano e alla scelta della coalizione di centro-sinistra dell'Ulivo di Romano Prodi nel 1996.↵Successivamente nel 2002 è stata candidata a sindaco di Cosenza per la lista di Rinascita della Democrazia Cristiana, raccogliendo circa il 3% dei consensi.
È stata tra i fondatori del Partito Democratico Meridionale, il movimento dell'ex presidente della Calabria Agazio Loiero.
Dotata di una eccellente cultura letteraria, oltre che di grandi capacità oratorie e politiche riconosciute anche dagli avversari politici, Anna Maria Nucci sposò nel 1965 l'ingegnere Francesco Mauro ed ebbe due figli: Giorgio, nato nel 1966 e scomparso a soli 40 anni nel 2006 in seguito ad un incidente stradale, e Guglielmo, ingegnere come suo padre. Anna Maria Nucci non ha mai superato il gravissimo lutto della tragica perdita del figlio Giorgio, tanto da allontanarsi per sempre dalla vita pubblica e politica nel 2009, spegnendosi otto anni dopo, nel 2017, all'età di 74 anni.